# Квазикристал
Kвазикристалите са особен вид кристали с апериодична структура, за разлика от тази на известните от по-рано кристали. Този нов клас кристали е признат в 1992 г. от Международната кристалографска асоциация (UICr).
Съвременната кристалография е приела емпиричен критерий за установяване на атомния строеж: ако едно вещество има отчетлива дифрактограма, то е кристал. Предполагало се е, че за наличие на това свойство е необходима правилна подредба в по-значим мащаб, което се е разбирало като наличие на транслационна симетрия. Квазикристалите обаче имат отчетлива дифрактограма без наличието на транслационна симетрия. Доказателство за това е рентгенологичното установяване на ротационна симетрия с порядък различен от 2,3,4 или 6, която е несъвместима с транслиране. Този критерий е достатъчен, без да е необходим.
Естествен квазикристал е установен в 2010 г., в минерал със състав Al63Cu24Fe13, наречен икосаедрит. Дотогава са били известни само лабораторни образци. Публикацията от 1984 г., в която се демонстрира недвусмислено съществуването на апериодична кристална структира, донася през 2011 г. нобелова награда по химия на Дан Шехтман. Скоро след нейното отпечатване „квазикристал“ започва да се употребява като съществително със специфичен смисъл, контрастиращо с по-раншните нестроги употреби на прилагателното „квазикристален“.